# Ludvig Albertsen Eberstein
Ludvig Albertsen Eberstein, död 1328, var en dansk storman.
Ludvig Eberstein blev under Erik Menveds regering dennes marsk och erhöll stora besittningar i pant av den alltid penningbehövande kungen. 1319 tog han Bornholm från den upproriske ärkebiskop Esger Juul och fick hela ön som län. Under Kristofer II fråntogs han alla sina besittningar förutom Blekinge, och anslöt sig då till de upproriska stormännen och försonade sig med ärkebiskopen. När 1326 de danska stormännen med hjälp av de holsteinska grevarna reste sig och fördrev Kristofer, var Ludvig Eberstein tillsammans med drotsen Lauritz Jonsen en av de ledande bland dem. Han blev nu åter marsk och erhöll stora besittningar i Skåne och Jylland.